# ドラえもんのひみつ道具 (かあ-かそ)
ドラえもんのひみつ道具 (かあ-かそ) では、藤子・F・不二雄の漫画『ドラえもん』、『大長編ドラえもん』(VOL.1〜17)、藤子・F・不二雄のその他の著作に登場するひみつ道具のうち、読みが「かあ」で始まるものから「かそ」で始まるものまでを列挙する。

## ガードしおまねき
ガードしおまねきは、「もぐれ! ハマグリパック」（てんとう虫コミックス第42巻に収録）に登場する。
ハマグリパックを守るシオマネキ型の小型ロボット。パックを奪おうとする者が接近すると、ハサミで襲い掛かる。
ガードタラバガニ
『ドラえもん のび太のひみつ道具博物館』に登場するタラバガニ型ロボット。きこりの泉に落ちたガードしおまねきと交換された。

## ガードマンロボット
ガードマンロボットは、「なんでもひきうけ会社」（てんとう虫コミックス第37巻に収録）に登場する。
人間の半分程度の大きさのガードマン型ロボット。命令すると周囲を見張り、不審者を追い払う。

## ガールフレンドカタログメーカー
ガールフレンドカタログメーカーは、「ガールフレンドカタログ」（てんとう虫コミックス第18巻に収録）に登場する。
使用者である男性が今後の人生で出会う女性について、現在の写真とデータつきでわかる道具。のび太が両手で抱えて持てる程度の大きさ。データとしては名前、今後の人生で出会う時期、現在地などである。今後出会う女性の範囲を機械に指定すると音楽が流れながら資料が飛び出る。

## 階級ワッペン
階級ワッペン（かいきゅうワッペン）は、「階級ワッペン」（てんとう虫コミックス第15巻に収録）に登場する。
原作では旧日本陸軍の階級章をモデルにした17種類（大将から二等兵まで）、アニメでは星4つ（一番えらい）から星1つまで4種類がある。人の背中等に貼り付けて使用する。階級が下のワッペンを貼った者は、階級が上のワッペンが貼ってある者に絶対に逆らえない。しかし完全には支配できない。ワッペンを剥がすことは大将にしかできないが、ワッペンを服に貼られた場合、その服を脱げば効力はなくなる。

## 海水コントローラー
海水コントローラー（かいすいコントローラー）は、「海水コントローラー」（てんとう虫コミックススペシャル『ドラえもんカラー作品集』第1巻に収録）に登場する。
目測3メートル四方ほどの大きさの金属枠状の道具。海面に浮かべ、ボタンを操作することで水温や波の具合を自在に変化させることができる。

## 海水のもと
海水のもと（かいすいのもと）は、「しんじゅ製造アコヤケース」（てんとう虫コミックス第28巻に収録）、「水たまりのピラルク」（てんとう虫コミックス第34巻に収録）に登場する。
この薬剤を真水に入れると海水になる。「しんじゅ製造アコヤケース」のエピソードに登場する粉末状のものと、「水たまりのピラルク」のエピソードに登場する液状のものとの2種類がある。

## かいたものが飛び出す紙
かいたものが飛び出す紙（かいたものがとびだすかみ）は、「ふしぎなお絵かき」（ぴっかぴかコミックススペシャル『カラー版ドラえもん』に収録）に登場する。
この紙に絵を描いて紙を振ると、描いたものが実体化して飛び出す。

## 怪談ランプ
怪談ランプ（かいだんランプ）は、「怪談ランプ」（てんとう虫コミックス第2巻に収録）に登場する。
人魂をかたどった照明器具で、側に置いて怪談を話すと、その話の出来事が実際に起きる。即興で創り上げた怪談でも非常に怖い体験が可能。ただし、本当に起こるとはいえ、偶然の積み重ねによる状況であったりする。例えば「障子が開いて出刃包丁が突き出る」話をすると泥棒がそれを実行し、「ノッペラボー」の話をすると顔にパックをした人が現れる。

## 海底ハイキングセット
海底ハイキングセット（かいていハイキングセット）は、「海底ハイキング」（てんとう虫コミックス第4巻に収録）に登場する。
ドラミのひみつ道具。海底を歩いて太平洋を横断しようとしたのび太のために出した。
テレビアニメ第2作第1期「ドラミちゃん登場! のび太の海底大冒険」（「海底ハイキング」のアニメ化作品の1つ。2003年4月5日放送、レンタル専用VHS『ドラえもん テレビ版スペシャル特大号 春の巻6』に収録）では、装備品の一部が現代風にアレンジされている。
また、テレビアニメ第2作第2期「海底ハイキング」（2008年10月24日放送『ドラえもん 秋の1時間スペシャル』内）では、装備の一部の名称が変更されている。
なお、下記の内、エラ・チューブ、ま水ストロー、深海クリーム、コンク・フードはドラえもんも持っている。
エラ・チューブ
ドラえもんのひみつ道具 (え)#エラ・チューブを参照。
寝ぶくろ
一般的な寝ぶくろと異なり、水中で使用可能なほか、鮫除けの棘、流されるのを防ぐための錨が付いている。ナマコのようなデザイン。「ドラえもん最新ひみつ道具大事典」では、鮫除けの棘があるのにもかかわらず、なぜか鮫が中で寝ているという本末転倒な状況となっており、ドラえもんとのび太を呆れさせた。テレビアニメ第2作第2期「海底ハイキング」ではトゲつき寝袋という名称で登場。
ま水ストロー
これを通じて海水を飲むと、海水が真水に変わって口に入る。海中で飲み水を得るのに使用する。
深海クリーム
これを体に塗ると、肉体にかかる水圧を回避することができる。また、水の冷たさも感じなくなり、体温の低下を防ぐこともできる。深海一万メートルの水圧でも問題なく耐えられ、大長編『ドラえもん のび太の恐竜』では、ドラえもんが「どんな水温や水圧にも耐えられる」と説明している。テレビアニメ第2作第2期「無人島の作り方」（2020年8月8日放送）の劇中のみ「真っ暗な海底でも明るく見える」という設定が追加されている。
水圧銃
護身用の銃。100万トンの水圧を込めた強烈な衝撃波を撃ち出して相手を倒す。作中では鮫を撃退した。
快速シューズ
海中で履くと、内蔵されたスプリングにより陸上の10倍の速さで歩くことができる。水中で体が浮かばないよう、重りの役割も果たしている。
『ドラえもん 迷宮大作戦』での快速シューズ
同名のアイテムだが、機能が異なる。原作での道具にも同様の機能があるのかは不明。
『ドラえもん 迷宮大作戦』（1989年10月31日発売/機種：PCエンジン Hu-CARD）に登場する。獲得するごとに、地上での移動スピードが上がるアイテム。
スーパー快速シューズ
快速シューズの上位アイテム。獲得すると、地上での移動スピードが最大限（通常の2倍）になるアイテム。

コンパス
深海で使用できるコンパス。
海図
深海で使用できる海図。
通信機
深海と地上とで通話可能なトランシーバー型の通信機。陸上の支援チームと連絡するのに使う。
ヘッドランプ
深海で使用できるヘッドランプ。塵を消滅させる効果があり、どんな濁った海でもよく見通せるようになる。テレビアニメ第2作第2期「海底ハイキング」では深海ヘッドランプという名称で登場。
コンク・フード
ドラえもんのひみつ道具 (こ)#コンクフードを参照。
ナビウォッチ
テレビアニメ第2作第1期「ドラミちゃん登場! のび太の海底大冒険」にのみ登場する、コンパスと海図に相当する腕時計型の道具。時計の画面にあたる部分にコンパスと海図がデジタル表示される仕組みになっている。
通信機付きヘッドライト
テレビアニメ第2作第1期「ドラミちゃん登場! のび太の海底大冒険」にのみ登場する、ヘッドランプと通信機に相当する道具。ライト付の、通信機を組み込んだヘッドセット。
テレビアニメ第2作第1期「ドラミちゃん登場! のび太の海底大冒険」ではこれらに加え、名称は不明だが海底を撮影するためのカメラも用意されていた。

## 怪物くんぼうし
怪物くんぼうし（かいぶつくんぼうし）は、「怪物くんぼうし」（藤子・F・不二雄大全集第14巻に収録）に登場する。
この帽子をかぶると、藤子不二雄Ⓐの漫画『怪物くん』の主人公である怪物くんのように手足を自由に伸縮することができる。また、殴られても体がゴムのようになっているため、痛みを感じない。

## 怪力ロボット
怪力ロボット（かいりきロボット）は、「オトシ玉」（藤子・F・不二雄大全集第10巻に収録）に登場する。
重くなった「オトシ玉」を引っぱらせるためにドラえもんが出したロボット。小型だが、ドラえもんとのび太2人がかりでも手に負えないオトシ玉を引っぱるだけの怪力がある。
感情もあるらしく、のび太がお年玉をせびろうとしていたおじさんが、「オトシ玉」の効力でロボットにお年玉をあげてしまったときは、大喜びしていた。

## かかしロボット
かかしロボットは、「もちつきロボット」（ぴっかぴかコミックススペシャル『カラー版ドラえもん』に収録）に登場する。
米を作ってくれるかかし型の小型ロボット。
もちつきロボットに餅をつかせるための餅米を作るのに使用された。ただし米を作るには田が必要で、作中ではしゅみの日曜農業セットの「たんぼロール」に似た道具で田を用意した。

## 架空海水まきぞえガス
架空海水まきぞえガス（かくうかいすいまきぞえガス）は、「深夜の町は海の底」（てんとう虫コミックス第41巻に収録）に登場する。
この装置が発生させるガスに触れた魚は「架空水面シミュレーター・ポンプ」で発生させた架空海水の水中を体感することができる。船が触れると架空海水の水面を航行することができる。

## 架空人物たまご
架空人物たまご（かくうじんぶつたまご）は、「架空人物たまご」（てんとう虫コミックス第40巻に収録）に登場する。
計40個のたまごが箱に入っており、それぞれに童話、小説、漫画などの架空の登場人物の名前が記されている。たまごを割るとその人物が現れ、頼みごとをすると何でもしてくれる。頼みごとを果たすと姿を消す。しかし頼みごとの依頼の取り消しがきかず、役目が終えるまで消えなかったり、タマゴの人物の我が儘を聞かなければならないのが欠点。
作中で登場した者は以下の通り。
テレビアニメ第2作第1期では、「架空人物たまご」（1985年11月15日放送）、「タマゴにお願い」（1999年5月1日放送）で二度、テレビアニメ第2作第2期では、「おつかいは孫悟空、ぞうきんがけはシンデレラ」（2007年9月21日放送）、「架空人物たまご」（2018年1月26日放送）と二度アニメ化している。
| 架空の人物             | 登場話 | 声優                           | 作中の行動 |
| ---------------------- | --- | ------------------------------ | --- |
| 親指トム               | 原作 第2作第2期「架空人物たまご」                                                                                          | 寺崎裕香                       | タンスの隙間に入る事が出来る。タンスの裏に落ちた印鑑を取りに行った。 |
| 孫悟空                 | 原作 第2作第1期「タマゴにお願い」 第2作第2期「おつかいは孫悟空、ぞうきんがけはシンデレラ」 第2作第2期「架空人物たまご」    | 佐藤ゆうこ 瀬那歩美 矢口アサミ | 筋斗雲に乗って移動する。玉子の頼み事でスーパーに買い物に行った。 「タマゴにお願い」では塾に遅れそうな静香を送った。 |
| シンデレラ             | 原作 第2作第2期「架空人物たまご」                                                                                          | 能登麻美子                     | 魔法使いが現れる前の姿であり、複数の頼み事を言われても、嫌そうな顔・態度を取らない。玉子の頼み事で家の掃除を行った。 |
| 怪盗ルパン             | 原作 第2作第2期「おつかいは孫悟空、ぞうきんがけはシンデレラ」 第2作第2期「架空人物たまご」 『ザ・ドラえもんズ スペシャル』 | 宇垣秀成 小柳良寛              | 面倒くさい性格。 変装が得意であり、のび太の頼み事で警察官に変装し、ジャイアンとスネ夫に奪われたけん玉を取り返した。 『ザ・ドラえもんズ スペシャル』の「旅の霊央」（スペシャル5巻収録）では別時間ののび太が使用しており、家出した時に猿に取られた四次元ポケットを取り戻したり、家出する前ののび太に「家族の大切さ」を教える為に協力した。ホームズとはライバル関係であるが、仲は良好である模様。 |
| マイティマン           | 原作 第2作第2期「架空人物たまご」                                                                                          | 神奈延年                       | 正義のヒーロー。 のび太は「自身がけん玉を成功させる所を静香に見せたい」と頼み、のび太に襲いかかったジャイアンとスネ夫を返り討ちにした。 用事がある静香やのび太を呼びに来たドラえもんと玉子を足止めし、のび太がけん玉を成功させるまで監視していた。 |
| シャーロック・ホームズ | 『ザ・ドラえもんズ スペシャル』                                                                                            | -                              | 『ザ・ドラえもんズ スペシャル』の「旅の霊央」のみの登場。ルパンが出してくる問題を解決した。ルパンとはライバル関係であるが、仲は良好である模様。 |
| 赤ずきん               | 第2作第1期「タマゴにお願い」 第2作第2期「架空人物たまご」                                                                  | 前田千亜紀 不明                | 「タマゴにお願い」ではドラえもんの頼み事でお使いに行っていたが、寄り道していた。 テレビアニメ第2作第2期「架空人物たまご」では玉子の頼み事でクリーニング屋に行っており、彼女から「寄り道しないで」と念を押されている。 |
| ねずみ小僧             | 第2作第1期「タマゴにお願い」                                                                                               | 置鮎龍太郎                     | 「タマゴにお願い」のみの登場。「（たまごの使用者が）弱い者でないと頼みをきかない」という条件がある。 ジャイアンとスネ夫に奪われた漫画を取り返した後、「消える前にこの漫画を読ませて」と言って、漫画を読んでいた。 名前に「ねずみ」がついているためネズミが苦手なドラえもんが名前を聞いたら気絶した。                                                                                           |
| 人魚姫                 | 第2作第1期「タマゴにお願い」 第2作第2期「架空人物たまご」                                                                  | 松本さち 不明                  | 「タマゴにお願い」ではのび太の頼み事で公園の池に落とした100円玉を取りに行った。 テレビアニメ第2作第2期「架空人物たまご」では玉子の頼み事で窓拭きをやっている。 |
| 金太郎                 | 第2作第1期「タマゴにお願い」 第2作第2期「おつかいは孫悟空、ぞうきんがけはシンデレラ」                                      | 桜井敏治 高戸靖広              | 力仕事が得意。 「タマゴにお願い」では溝に嵌った自動車を持ち上げた。 テレビアニメ第2作第2期「おつかいは孫悟空、ぞうきんがけはシンデレラ」ではマイティマンや桃太郎と共にのび太のけん玉の成功を監視していた。 |
| 雪の女王               | 第2作第1期「タマゴにお願い」                                                                                               | 川村万梨阿                     | 「タマゴにお願い」のみの登場。 ジャイアンとスネ夫は当初、「のび太から漫画を取り返してほしい」と頼んだが、調子に乗って複数の頼み事を押し付けたり、偉そうな態度で「お前は俺の子分だろ」だと暴言を吐き、雪の女王のプライドに傷を付けた。 怒った雪の女王は罰としてジャイアンとスネ夫を氷漬けにした。                                                                                               |
| 桃太郎                 | 原作（卵のみ） 第2作第2期「おつかいは孫悟空、ぞうきんがけはシンデレラ」                                                    | まるたまり                     | 箱の中に彼の名が書かれた卵があったが、登場しなかった。 「おつかいは孫悟空、ぞうきんがけはシンデレラ」ではマイティマンや金太郎と共にのび太のけん玉の成功を監視していた。 |
| マッチ売りの少女       | 第2作第2期「おつかいは孫悟空、ぞうきんがけはシンデレラ」                                                                   | 不明                           | 「おつかいは孫悟空、ぞうきんがけはシンデレラ」のみの登場。マイティマン達と共に同行していたが、マッチを擦ってばかりであまり活躍しなかった。 |
| ピーターパン           | テレビアニメ第2作第2期「架空人物たまご」                                                                                   | 岩橋由佳                       | テレビアニメ第2作第2期「架空人物たまご」のみの登場。玉子の頼み事で郵便局に行った。 |
| ピノキオ               | テレビアニメ第2作第2期「架空人物たまご」                                                                                   | 不明                           | テレビアニメ第2作第2期「架空人物たまご」のみの登場。玉子の頼み事で鼻を伸ばして棚の上にある缶を取った。 |
| 花さかじいさん         | テレビアニメ第2作第2期「架空人物たまご」                                                                                   | 鈴木勝美                       | テレビアニメ第2作第2期「架空人物たまご」のみの登場。玉子の頼み事で庭木に花を咲かせた。 |

## 架空水体感メガネ
架空水体感メガネ（かくうすいたいかんメガネ）は、「深夜の町は海の底」（てんとう虫コミックス第41巻に収録）に登場する。
このゴーグルをかけることで、「架空水面シミュレーター・ポンプ」で発生させた架空水面を本物の水として体感することができる。
テレビアニメ第2作第1期「町の中でダイビング」（「深夜の町は海の底」のアニメ化作品。1990年6月22日放送、映像ソフト未収録）では「架空海水体験メガネ」と呼んでいる。

## 架空水面シミュレーター・ポンプ
架空水面シミュレーター・ポンプ（かくうすいめんシミュレーターポンプ）は、「深夜の町は海の底」（てんとう虫コミックス第41巻に収録）に登場する。
架空水を排出して架空水面を発生させ、地球の海面が上昇したらどうなるかを調べるためのポンプ。「架空水体感メガネ」をかけていない人には見えず何も感じない。一度こげば自動的に動いて水を出し続ける。スイッチを切れば架空水を解除できる。
映画『ドラえもん のび太の人魚大海戦』では、導入と最終決戦におけるキーアイテムとなる。

## 架空通話アダプター
架空通話アダプター（かくうつうわアダプター）は、「架空通話アダプター」（てんとう虫コミックス『ドラえもんプラス』第5巻に収録）に登場する。
テレビのような形の道具。これを一般の電話機に取り付け、その電話機で誰かに電話をかけると、実際には電話は通じず、アダプターの画面にその相手が表示され、実際にその相手と会話をしているかのように会話を交わすことができる。その相手は芸能人や架空の人物、歴史上人物でも可能。

## かぐやロボット
声 - 不明（1983.11）→折笠愛（2007.9）
かぐやロボットは、「かぐやロボット」（てんとう虫コミックス第37巻に収録）に登場する。
人工細胞の増殖により人間そっくりのロボットを作り出す道具。ロボットといっても機械仕掛けのロボットではなく、人間同様の肉体を持つ有機的な人造人間である。
専用のカプセルを竹の幹の中に埋め込むと、1日で完成する。完成後はカプセルを埋め込んだ部分の竹の節が光り輝いており、ひとりでにその節が幹から分離する。そしてその節を缶詰のように切り開くと、小さな美少女の姿のロボット「かぐや」が現れ、みるみる大きくなり、人間と寸分違わない姿となる。
誕生したばかりのかぐやは、会話はできるものの、全裸でいることを恥ずかしがらず、また服の着方もわからないなど、一般常識は持ち合わせていないので、教育の必要がある。大変素直な性格で、言われたことには大抵「はい」と答える。純粋で好奇心旺盛、動物や昆虫などの小動物に好奇心をいだき愛するなど、優しい性格。本来は子供のいない老齢の夫婦が、寂しさを紛らわすのに使うという。
本来はドラえもんの持ち物ではなく、未来デパートが誤って配送したものである。最終的には15年前に娘を亡くした月形という老紳士が彼女を養女として引き取った。

## かくれマント
かくれマントは、「未来世界の怪人」（てんとう虫コミックス第4巻に収録）、「ションボリ、ドラえもん」（てんとう虫コミックス第24巻に収録）、「ガッコー仮面登場」（てんとう虫コミックス第33巻に収録）、「スネ夫の無敵砲台」（てんとう虫コミックス第38巻に収録）、「きもだめしめがね」（てんとう虫コミックス『ドラえもんプラス』第3巻に収録）に登場する。
「透明マント」と同様、このマントをつけると姿が消え、透明人間として行動できる。

## かくれん棒
かくれん棒（かくれんぼう）は、「かくれん棒」（てんとう虫コミックス第42巻に収録）に登場する。
この棒を持つと、光の屈折の作用によって自分の姿が周囲から見えなくなる。もっとも棒だけは見えるので、完全に透明人間になるわけではない。また、動力源は電池式で、電池が切れると効力はなくなる。

## かげえライト
かげえライトは、「かげえごっこ」（藤子・F・不二雄大全集第4巻に収録）に登場する。
このライトの光で人を照らすと、その人の考えが形となって影になるので、どんな影絵も作ることができる。

## 影切りばさみ
影切りばさみ（かげきりばさみ）は、「かげがり」（てんとう虫コミックス第1巻に収録）に登場する。
人間の影を本人から切り離すことが出来る鋏で、切り離された影は自力で活動を開始する。30分の間、影は素直に命令を聞いてくれる。この間影は声を出すことはできない。しかし切り取ってから30分たつと知恵が付き、自分が影であることが嫌になり、影が本人と入れ替わろうとする。
30分後には影は自分の意思で勝手に動き回り始め、ちゃんと言葉を話せるようになる。やがてひとりでに、真っ黒な影の姿は人間に近づき、逆に影の主である人間のほうが色が黒くなり、影が自我を持ってから2時間ほど（計2時間半）で両者は完全に入れ替わってしまう。
影を元に戻すときには、「かげとりもち」で捕獲した後、専用の糊で貼り付ける必要がある。ただしこの影は物体を透過する能力を持つため、捕獲は困難である。
影同士の上下・力の強弱関係は影の主のそれに準じる。例えばドラえもんとのび太が捕獲できなかったのび太の影は、玉子の影に比較的簡単に捕らえられた。
なお、この道具の名称は原作中には出ておらず、単に「はさみ」と呼ぶのみである。ひみつ道具の事典の場合、『ドラえもん全百科（ドラえもんオールひゃっか）』（1979年7月発行）では「かげ人間」、『続ドラえもん全百科（ぞくドラえもんオールひゃっか）』（1979年12月発行）掲載「道具クイズ 日常生活 5」の選択肢では「かげ人間切り取りバサミ」、『ドラえもんひみつ大事典』（1985年5月発行）以降は「影切りばさみ」としている。テレビアニメ第2作第1期「かげ切りバサミ」（「かげがり」のアニメ化作品。1996年8月2日放送、映像ソフト未収録）では「かげ切りバサミ」、テレビアニメ第2作第2期「かげがり」（「かげがり」のアニメ化作品。2005年8月12日放送）では「かげきりばさみ」としている。
“影が本人から分離し自力で行動する”というアイデアは『ザ・カゲスター』でも使用されている。

## 影実体化液
影実体化液（かげじったいかえき）は、「「影ぶんちん」と「影実体化液」」（藤子・F・不二雄大全集第16巻に収録）に登場する。
影ぶんちんで固定した影（人間でも建物でも物品でもよい）にこの液をかけると、影が黒いまま実体化する。その実体化した影のものを手に持ったり、操作したり、物を持たせたりすることはできるが、影であるため壁などはすり抜ける。人間の影は頼み事を聞いてくれる。
また、この道具によって実体化した影に衝撃を加えると、その影の主にもそれが伝わる。

## 影とりプロジェクター
影とりプロジェクター（かげとりプロジェクター）は、「影とりプロジェクター」（てんとう虫コミックス第19巻に収録）に登場する。
この機械で人の影を撮影し、壁に投影することで、その影の人物が今何をしているかを影絵で見ることができる。この道具を使っている間、対象者の影は機械に吸い込まれているため地面などには映らない。

## かげとりもち
かげとりもちは、「かげがり」（てんとう虫コミックス第1巻に収録）に登場する。
「影切りばさみ」で切り取った影が勝手に動き回り始めた際、その影を捕獲するためのとりもち。影は素手でつかまえようとしてもすり抜けて抜け出してしまうため、このような専用の捕獲道具が必要となる。
ただしこの道具があっても、物体に遮られる事の無い影を捕獲する事は純粋に困難を極める。

## かげながら
かげながらは、「みえないボディガード」（てんとう虫コミックス第41巻に収録）に登場する。
透明なボディーガードのロボット。ただしかなりドジな一面もあり、泥棒と客（指示を出したドラえもん）の見分けがつかなかったりする。また、ボディーガードの仕方もかなり荒っぽいが、きちんとガードはしてくれる。言葉を話すシーンは無いが、火災が起きた際に119番通報をしている。暗闇では姿が見える。

## 影ふみオイル
影ふみオイル（かげふみオイル）は、「影ふみオイル」（てんとう虫コミックススペシャル『ドラえもんカラー作品集』第3巻に収録）に登場する。
相手の影にこのオイルをたらし、その影を踏む、石を当てる、車でひくなどの攻撃を与えると、その影の本人にも同様の衝撃や痛みが伝わる。

## 影ぶんちん
影ぶんちん（かげぶんちん）は、「「影ぶんちん」と「影実体化液」」（藤子・F・不二雄大全集第16巻に収録）に登場する。
「影実体化液」とセットで使う。この文鎮を影の上に置くと、影を固定することができる。

## 影ぼうしフラッシュ
影ぼうしフラッシュ（かげぼうしフラッシュ）は、「影ぼうしフラッシュ」（てんとう虫コミックススペシャル『ドラえもんカラー作品集』第2巻に収録）に登場する。
球形をした白黒の道具。人の影が出ているとき、そのそばに投げ上げると発光し、その人の影が実体化する。その影は消滅するまでの30分間に、頼んだことを何でも引き受ける。ただしその能力は影の主に準じる。また、実体化する影は実際の影と同じ大きさになるため、巨大な影を実体化させることも可能。

## 火災予定報知ベル
火災予定報知ベル（かさいよていほうちベル）は、「火災予定報知ベル」（てんとう虫コミックス第24巻に収録）に登場する。
ベルの形をした道具。もし近くに3日以内に火事を起こす人がいたら激しくベルが鳴る。この道具で火事になることがあらかじめ分かり、対策を立てておくことで火事を防ぐことができる。関連品に自動的に運転し、火事を起こす人を探す「パトロール消防車」がある。

## カサイラズ
カサイラズは、「カサイラズ」（てんとう虫コミックススペシャル『ドラえもんカラー作品集』第2巻に収録）に登場する。
傘の形の容器に入った気体状の道具で吹き付けて使う。吹き付けられた者は水がよけるようになり、結果雨に濡れずに済む。ただし、風呂やプールの水までよけてしまう。
テレビアニメ第2作第1期「カサイラズ」（「カサイラズ」のアニメ化作品。1987年5月15日放送、映像ソフト未収録）によると、効果は一吹きで1日持続するとしている。

## 貸し切りチップ
貸し切りチップ（かしきりチップ）は、「貸し切りチップ」（てんとう虫コミックス第36巻に収録）に登場する。
豆粒ほどの大きさのチップ。チップを付けた物は付けた人の貸切になる。別の人物がチップを付けた物に手を出そうとしても偶然の出来事が起きて手を出せなくなってしまう（第三者が割り込んでくる、用事を思い出す、トラブルが起こる等）。物だけでなく人にも有効。

## 貸し切り電話
貸し切り電話（かしきりでんわ）は、「かしきり電話」（てんとう虫コミックス第43巻に収録）に登場する。
この電話機に十円玉を入れて電話をかけると乗り物や建物、人物等、どんな物でも全体を借りることができる。貸し切りを取り消すには、借り切る物の持ち主から十円玉を返してもらうことでできる。

## かぜうつし機
かぜうつし機（かぜうつしき）は、「このかぜうつします」（てんとう虫コミックス第2巻に収録）に登場する。
糸電話を象った機械。この機械の一方に風邪を引いた人が咳を吹き込むと、機械のもう一方を頭に当てた人に風邪がうつる。その代わりに、風邪をうつした人は全快する。

## 風ため機
風ため機（かぜためき）は、「ミニたいふう」（藤子・F・不二雄大全集第9巻に収録）に登場する。
台風などの風を貯蔵できる機械。ラッパ状の吸入口と風を貯めるボンベを付けた箱型の機械といった外観。貯めておいた風は風船の様な物に移し、扇風機代わりや、車の推進力、空を飛ぶことなどに利用できる。

## 風の子バンド
風の子バンド（かぜのこバンド）は、「風の子バンド」（てんとう虫コミックス『ドラえもんプラス』第4巻に収録）に登場する。ごくうリングに似ている道具。
『西遊記』で三蔵法師が孫悟空を戒めるために使用する「緊箍児」を象った道具。これを頭にはめて「寒い」や「冷たい」などの言葉を発すると締め付けられる。ただし装着者以外が言った言葉や、気温でなく不親切のほうの「冷たい」という言葉、さらには「眠い」などの音の似ている言葉にも反応してしまうという欠点がある。
ドラえもんによると「バンドを暖めたらのびてきて取れるかもしれない」という（結局取れないまま話が終わっている）。テレビアニメ第2作2期「風の子バンド」（2010年1月29日放送）では、頭にはめてから3時間経つと自動的に取れるという設定になっている。

## 風のりヨット
風のりヨット（かぜのりヨット）は、「台風遊び」（てんとう虫コミックススペシャル『ドラえもんカラー作品集』第4巻）に登場する。
風に乗り、宙に浮いて空中を走ることのできるヨット。1人乗りで、舵やスピード調節は自在に操縦できる。錨を下ろせば空中に固定することもできる。

## かぜぶくろ
かぜぶくろは、「かぜぶくろ」（てんとう虫コミックススペシャル『ドラえもんカラー作品集』第5巻に収録）に登場する。
風邪をひいている人がこの袋に咳を吹き込むと、たちどころに風邪が治る。袋にため込んだ風邪を他の人に移すこともできるらしい。
袋にためる風邪の量には限界があり、また咳の入った袋を破ると破った者に風邪が移る事になる。

## 風を集める袋
風を集める袋（かぜをあつめるふくろ）は、『よいこ』1970年10月号掲載の無題作品（単行本未収録）に登場する。
中に風を貯めておくことのできる袋。

## 風を強くする機械
風を強くする機械（かぜをつよくするきかい）は、『幼稚園』1973年7月号掲載の無題作品（単行本未収録）に登場する。
扇風機に付けることで、その風力を強めることのできる機械。

## 家族合わせケース
家族合わせケース（かぞくあわせケース）は、「ママをとりかえっこ」（てんとう虫コミックス第3巻に収録）に登場する。
前もって母親と子の写真を数組用意しておき、親子の組合せを入れ替えて家を象ったこのケースに入れることで、子は同じケースに入れられた親のもとで、その家の子供として生活することができるようになる。たとえばのび太の写真としずかの母の写真をケースに入れれば、のび太はしずかの家である源家へ子供としてあがりこむことができ、しずかの母は疑うことなくのび太を息子として扱ってくれる。ケースに入れられた写真の親と子はケースに入れられる前の記憶が残っており、子供の方は本来の親との記憶が残っている。親の方は子供との記憶が残っているが、その子供は自分の子供ではなく、一緒のケースに入っている写真の子供にすり替わっている。
しかし人間を入れ替えてもその用具などは入れ替わらないため、のび太が源家の息子になっても着られる服が女子用しかないなどのトラブルが起こっている。